# Carlos Tomati
Carlos Nascimento, mais conhecido como Carlos Tomati (São Paulo, 5 de outubro de 1966), é um guitarrista brasileiro, que fez parte do "sexteto", do Programa do Jô, até 2015.
Tomati graduou-se no prestigiado GIT (Guitar Institute of Technology) em Los Angeles. Entre suas influências cita Hélio Delmiro, Scott Henderson, George Benson, Pat Metheny e Santana.
Seu talento foi reconhecido até pelo famoso guitarrista americano Joe Satriani, quando este veio ao Brasil e foi ao programa do Jô.

Em 16 de março de 2015, Tomati deixou o sexteto do "Programa do Jô". A produção da Rede Globo alega questões "estéticas" e o guitarrista voltou a se dedicar à sua banda, o Tomati Power Trio.

## Biografia
Tomati começou na música muito cedo, por volta dos 5 anos como autodidata, tirando músicas de ouvido. As primeiras bandas de Tomati foram a "Contra Tempo" (jazz e bossa nova), que era uma banda formada por alunos do CLAM (Centro Livre de Aprendizagem Musical), e "Jota Paulo e seus Óculos Escuros" (pop). 
Em 1985, foi homenageado pelo Zimbo Trio, tendo a oportunidade de tocar com eles em uma das audições da escola no MASP (Museu de Artes de São Paulo).
Em 1987, Tomati foi para Los Angeles, para estudar na renomada Musicians Institute em Holywood, Califórnia, especificamente no GIT (Guitar Institute of Technology).
De volta ao brasil em março de 1988, Tomati começou a participar intensamente do cenário musical brasileiro, fazendo workshops, gravando varios jingles para comerciais de televisão, deixando sua marca em comerciais da C&A, Puma, Shell, M2000, entre outros. Foi convidado a fazer parte da banda TNT (Todas Na Trave), tocando assim ao lado de grandes músicos como Faiska, Alvaro Gonçalves, Celso Pixinga, Maguinho, Pedro Ivo, entre outros.
Tomati gravou algumas de suas composições instrumentais com o Sub Solo Trio, num disco lançado em vinil, em 1990. O Sub Solo Trio era formado por: Tomati na guitarra, Cuca Teixeira na bateria e Edu Martins no baixo. Idealizador do projeto Planet Jazz em São Paulo, um espaço para jazz maníacos que teve a presença em 1995, de músicos como Ernie Wats, Rique Pantoja, Nico Assumpção, Teco Cardoso, Faiska, encerrando com a banda do guitarrista Scott Henderson e do baixista Gary Willis, Tribal Tech.
Participou do livro "Fifteen", que contem aulas e dicas de 15 guitarristas e acompanha um CD com uma de suas composições.
Em 1998, Tomati foi convidado pelo apresentador Jô Soares, a participar do seu talk show. Ao lado de Jô e seus parceiros no programa de TV, Tomati faz parte do CD histórico Jô Soares e O Sexteto - Ao Vivo no Tom Brasil.
Em 2000, Tomati lança seu primeiro CD inteiro cantado, pela gravadora Lua Discos. Para inaugurar a nova fase de sua carreira, além de músicas próprias, escolheu canções de Tom Jobim e Carlos Lyra, entre outros. O disco foi produzido por Beto Ruschel, artista multimídia com atuações em televisão, cinema, música e teatro.

## Discografia

### Álbuns de estúdio
- 2000 - Nascimento
- 2005 - Lord`s Children

### Com o Tomati Homeless Trio
- 1998 - Live in São Paulo

### Com oSexteto do Jô
- 2000 - Jô Soares e O Sexteto - Ao Vivo no Tom Brasil

### Com Michelle Spinelli
- 2007 - "Som de Casa"